# Talamri
Talamri (tiếng Ả Rập: تلعمري, cũng đánh vần Tell Amri) là một thị trấn ở miền trung Syria, một phần hành chính của Tỉnh Homs, nằm ở phía đông bắc của Homs. Theo Cục Thống kê Trung ương (CBS), Talamri có dân số 895 trong cuộc điều tra dân số năm 2004. Những cư dân của làng là đồng bào dân tộc Circassians từ Abzakh, Shapsugh, Kabardian và Bzhedug bộ lạc.